# Pachislot Akumajō Dracula II
Pachislot Akumajō Dracula II (パチスロ悪魔城ドラキュラ II Pachisuro Akumajō Dorakyura II, lit. Pachislot Devil's Castle Dracula II) es la continuación de Pachislot Akumajo Dracula, otra máquina tragaperras (pachislot) ambientada en la franquicia Castlevania, desarrollada por Konami (concretamente, por su división KPE) y publicada en julio de 2010 en Japón. Igual que su antecesor, Pachislot Akumajō Dracula II posee características similares a Castlevania: Curse of Darkness, como por ejemplo los jefes y algunos enemigos.
Por ahora el juego se encuentra solo disponible en Japón.